# Cazeneuve
Cazeneuve (in occitano Casanava) è un comune francese di 143 abitanti situato nel dipartimento del Gers nella regione dell'Occitania.

## Società

### Evoluzione demografica
Abitanti censiti